# Lenkerflattern
Lenkerflattern (engl. shimmy oder wobble) ist ein Phänomen bei Zweirädern.
Eine geringe Anregung führt beim Fahren (bei Motorrädern in der Regel zwischen 60 und 80 km/h, bei Fahrrädern bereits ab 20 km/h) zu Schwingungen in der Vorderradgabel. Diese können sich selbst verstärken bzw. im Bereich der Eigenfrequenz des Systems sich aufschaukeln und führen dann dazu, dass der Lenker in einem Teilbereich des Lenkanschlages pendelt. Das Fahrzeug fährt dabei weiter geradeaus und führt auch keine nennenswerten Wank- oder Rührbewegungen aus. Das Flattern hat nicht die Kraft des Lenkerschlagens und kann dem Fahrer den Lenker nicht aus der Hand schlagen; es führt im Normalfall nicht zu Stürzen. Verschiedene Ursachen werden für die Anregung verantwortlich gemacht. Ein nicht gleichmäßig abgefahrener oder ungünstig geformter Vorderreifen wird diskutiert, eine ungünstige Lastverteilung (zum Beispiel Tasche auf Gepäckträger beim Fahrrad), ein zu stramm oder auch zu locker eingestelltes Gabellager und anderes mehr.
Bei Rennrädern tritt Lenkerflattern relativ häufig auf, wird der Lenker dann aus Schreck umklammert, kann sich der Effekt verstärken. Die bekannte Abhilfe auf dem Rennrad: Ellenbogen an die Knie legen, so fungiert der Körper als Lenkungsdämpfer.

## Entstehung der Bezeichnung und (theoretische) mechanische Ursachen
Dieses auch als Shimmy-Effekt bekannte Phänomen wurde ursprünglich Bug- oder Spornradflattern genannt und machte zu Beginn des 20. Jahrhunderts hauptsächlich den Luftfahrern ein Problem. Durch die höheren Start- und Landegeschwindigkeiten der Flugzeuge, besonders der ersten düsengetriebenen Flugzeuge, kam es immer wieder vor, dass die Bugräder in Schwingungen versetzt und dadurch beschädigt wurden und sogar brachen. Die theoretischen Untersuchungen zu diesem Problem fielen in eine Zeit, in der ein Modetanz namens Shimmy aktuell war, bei dem das Gesäß in Schwingung versetzt wurde, daher der Name Shimmy-Effekt. Eine weitere Bezeichnung dieses Effektes ist auch unter Teewagenrad-Flattern bekannt, was auch heute noch bei Einkaufswagen beobachtet werden kann, wenn die Konstruktion nicht ausgereift ist.
Die theoretischen Untersuchungen und Berechnungen ergaben, dass die Stabilität von drehenden Rädern von verschiedenen Parametern abhängt, nachstehend die Wesentlichsten: Nachlauf, Aufhängungssteifigkeit, Reifenart und -Dimension, Geschwindigkeit.
Im Automobilbau trat dieses Phänomen ebenso auf, unter anderem begünstigt durch Radaufhängungen, deren Radträger ein hohes Trägheitsmoment hatten: Dubonnet-Federknie, MacPherson-Federbeine.
Reanimiert und einer breiteren Masse bekannt wurde der Begriff Shimmy-Effekt wieder in den siebziger Jahren, als an einigen Motorrädern an der Vorderachse Stabilitätsprobleme auftraten, Aufschaukeln oder auch Lenkerflattern. Hier spielten auch aerodynamische Ursachen mit.
Vorausgesetzt, der Steuerkopf – am Fahrrad oder am Motorrad mit Telegabel – ist richtig eingestellt, also spielfrei und nicht schwergängig, ist ein Aufschaukeln („Flattern“) des schwingungsfähigen Systems auf Energiezufuhr in Resonanznähe zurückzuführen, die „Erregung“.
Technisch handelt es sich bei einer Zweiradlenkung um einen weich aufgehängten Drehschwinger (Gabel, Rad, Gestänge, Lenker). Die Rückstellkraft (Federkomponente) kommt aus dem Nachlauf des Rades: Der Reifenaufstandspunkt liegt einige Zentimeter hinter dem Punkt, an dem die Lenkachse die Fahrbahnoberfläche durchstößt. Sobald das Fahrzeug sich vorwärts bewegt, wird das Rad in Fahrtrichtung gedreht. Je größer der Nachlauf, desto ruhiger ist der Geradeauslauf.
Beschrieben wird eine Pendel- bzw. Flatterneigung durch die Schwingungsdifferentialgleichung zweiter Ordnung mit konstanten Koeffizienten und periodischem Störterm. Ohne besonderes Dämpfungselement (Reibung oder hydraulisch) muss das System deutlich unterhalb der Resonanzfrequenz betrieben werden, um nicht unruhig zu werden. Energieeintrag kommt zu Stande, wenn die Rückstellkraft am Rad nicht in der Mitte auf Null geht, sondern hin und her wandert (periodische Erregung). Motorradfahrer behelfen sich oft mit einem Lenkungsdämpfer, der das Aufschaukeln verhindert. Diese Maßnahme stellt aber ein Kurieren an den Symptomen dar und behebt die Ursache nicht.
Versierte Solofahrer (Motorrad) können prüfen, ob es im kritischen Bereich zum Aufschaukeln kommt, indem sie freihändig 70–80 km/h fahren und dann das Lenkerende anschubsen. Dies sollte jedoch nicht im öffentlichen Straßenverkehr erfolgen. Das auftretende Pendeln muss schnell abklingen. Schaukelt es sich dennoch auf, kann dies ein Hinweis zum Ersatz des Vorderreifens sein.
Unter Gespannfahrern sind Pendeleien an geschobenen Schwingen und Telegabeln berüchtigt, weshalb hier regelmäßig Lenkungsdämpfer eingesetzt werden. Der Grund ist die verbreitete Mode, Autoreifen mit eher eckigem Querschnitt auf dem Vorderrad zu verwenden. Probiert man stattdessen einen nicht abgefahrenen Motorradreifen, stellt sich ein hervorragender Geradeauslauf ein, sogar ohne Dämpfer. Die Ursache ist der unter dem eckigen Reifenquerschnitt bei leichtesten Störungen der Fahrbahnoberfläche – z. B. Spurrillen – in Querrichtung wandernde Reifenaufstandspunkt. Dadurch entsteht eine Querkraft, die das Rad aus der Geradeausrichtung weg lenkt, bis dahinter die Rückstellkraft wirksam wird. Hinter der Mittellage wiederholt sich das Spiel auf der anderen Seite in Gegenrichtung und die Lenkung schaukelt sich auf. Mit einer zur Fahrtrichtung deutlich geneigten Lenkachse (standardmäßige Zweiradgeometrie) sollte der Reifenquerschnitt rund sein, sonst pendelt die Vorderradaufhängung um die Lenkachse. Provoziert wird das zumeist durch einen zu geringen Reifendruck oder fortgeschrittenen Reifenverschleiß.